# Свенцицкий, Анатолий Борисович
Анатолий Борисович Свенцицкий (20 апреля 1921 — 27 марта 2007) — советский литовский актёр театра, Заслуженный артист России (1995) и Литовской ССР (1970); также мемуарист и церковнослужащий.

## Биография
Родился 20 апреля 1921 года в Москве, потомок великого поэта Адама Мицкевича; прабабка Анатолия Свенцицкого — графиня Браницкая была сестрой графини
Е. К. Воронцовой; его родной дядя — известный богослов и светский писатель протоиерей Валентин Павлович Свенцицкий.
Окончил Высшее театральное училище имени М. С. Щепкина, где в числе его учителей были народные артисты СССР К. А. Зубов и М. И. Царёв. Работал в Малом театре (1945—1947) и других драматических театрах Москвы, а также в Архангельске, Смоленске и Литовской ССР. В Малом театре Анатолий Свенцицкий сыграл множество ролей, среди которых Фердинанд в шиллеровской трагедии «Коварство и любовь», Теодоро в «Собаке на сене» и Граф в «Девушке с кувшином» Лопе де Вега, а также Жадов, Незнамов, Карандышев, Худобаев в пьесах А. Н. Островского.
Окончив карьеру театрального актёра, работал чтецом-солистом, звания Заслуженный артист России был удостоен, будучи артистом концертного литературно-драматического объединения при Московском государственном концертном объединении «Москонцерт».
Последние годы жизни Анатолий Борисович Свенцицкий посвятил церковному служению. Благодаря его труду и настойчивости Русской православной церкви был возвращен храм Успения на Могильцах — в нём были начаты реставрационные работы и возобновлены богослужения. С 2003 года он стал чтецом храма священномученика Климента в Замоскворечье. Бескорыстные труды Анатолия Борисовича во славу Святой Церкви были отмечены высокой церковной наградой — орденом преподобного Сергия Радонежского III степени.
С 1949 года Анатолий Свенцицкий был женат на Ирине Костровой, также заслуженной артистке России.
Умер 27 марта 2007 года в Москве. Похоронен в Москве на Даниловском кладбище.